# Carlo Santagata
Carlo Santagata (Portici, 18 settembre 1927 – Capua, 5 ottobre 1943) è stato un partigiano italiano, medaglia d'oro al valor militare alla memoria.

## Biografia
Nato a Portici nel 1927 da Giuseppe Santagata e Cira Consolente, si trasferì con la famiglia a Santa Maria Capua Vetere nel '36.
Nell'ottobre del 1943 i tedeschi stazionavano a S. Maria Capua Vetere, pronti a ritirarsi verso nord a causa dell'avanzata degli alleati.
Studente liceale, Santagata era appena sedicenne quando, dopo l'armistizio, prese parte alla guerra di liberazione.
Alcune cronache, rapporti tedeschi e testimonianze raccolte dagli alleati, narrano che il 5 Ottobre 1943 egli veniva fermato ad un posto di blocco tedesco al Pagliarello (presso Capua, nel Casertano), fu perquisito, derubato del pane e dei suoi beni personali incluso, pare, un orologio di grande valore affettivo regalatogli dal padre. Preso dal rancore, si sarebbe recato al macello dove recuperò un fucile ed alcune bombe a mano. A nulla valsero le dissuasioni di conoscenti che lo incrociarono nei dintorni di Piazza d'Armi.
Lungo la strada tra Santa Maria Capua Vetere e Capua vide transitare una colonna della Wehrmacht. Senza esitare, nonostante fosse solo, imbracciò il fucile e si mise a sparare contro i tedeschi. Il ragazzo, terminato il munizionamento, fu presto catturato. Seviziato, processato sul posto e condannato a morte, lo studente, com'è ricordato nella motivazione della ricompensa al valor militare, affrontò con grande coraggio la forca, nonostante le sevizie fossero continuate anche una volta impiccato e lasciato appeso in qualità di monito alla popolazione.
Medaglia d'oro al valor militare alla memoria, l'albero di gelso a cui fu impiccato è ancor oggi monumento della città di Capua, sulla SS7 all'angolo con Via Cappuccini.
Sulla lapide commemorativa ivi apposta il 1972, si legge:
"A QUESTO ALBERO FU IMPICCATO CARLO SANTAGATA MEDAGLIA D’ORO DELLA RESISTENZA GIOVANE SEDICENNE PUR EDOTTO DEL PERICOLO CUI ANDAVA INCONTRO S’IMPEGNAVA DA SOLO IN AZIONI DI GUERRIGLIA CONTRO IL NEMICO RIPIEGANTE TRA S.MARIA C.V. E CAPUA CATTURATO DAL NEMICO SEVIZIATO ED IMPICCATO IMMOLAVA LA SUA GIOVANE ESISTENZA CON SERENITÀ E VIRILE CORAGGIO LUMINOSO ESEMPIO DEL TRADIZIONALE EROISMO DELLA GIOVENTÙ ITALIANA"
— S. Maria Capua Vetere - Capua, 25 Aprile 1972.